# Эль-Хусейния
Эль-Хусейния (араб. الحسينية‎) — город на севере Египта, расположенный на территории мухафазы Шаркия.

## Географическое положение
Город находится на севере мухафазы, в восточной части дельты Нила, к северу от канала Бахр-эль-Бакар, на расстоянии приблизительно 46 километров к северо-востоку от Эз-Заказика, административного центра провинции. Абсолютная высота — 3 метра над уровнем моря.

## Демография
По данным переписи 2006 года численность населения Эль-Хусейнии составляла 30 825 человек.
Динамика численности населения города по годам:
| 1996   | 2006   | 2018   |
| ------ | ------ | ------ |
| 24 140 | 30 825 | 46 703 |

## Транспорт
Ближайший гражданский аэропорт расположен в городе Порт-Саид.